# Васко да Гама от село Рупча
„Васко да Гама от село Рупча“ е български 6-сериен телевизионен игрален филм (детски, приключенски) от 1986 година на режисьора Димитър Петров, по сценарий на Братя Мормареви. Оператор е Цанчо Цанчев. Музиката във филма е композирана от Симеон Пиронков.
Филмът е по едноименния роман на Братя Мормареви.

## Серии
- 1. серия „Августина“ – 63 минути
- 2. серия „Фаталният бас“ – 64 минути
- 3. серия „Бягството“ – 60 минути
- 4. серия „Нелегалният пасажер“ – 63 минути
- 5. серия „Наказанието“ – 64 минути
- 6. серия „Юнгата“ – 72 минути[1].

## Състав

### Актьорски състав
| Роля                                                            | Изпълнител            |
|                                                                 | Деца                  |
| --------------------------------------------------------------- | --------------------- |
| Васко (Васил Фотев) (в 6 серии: I, II, III, IV, V, VI)          | Иван Ласкин           |
| Женя (Евгени Панчев) (в 6 серии: I, II, III, IV, V, VI)         | Илия Лингорски        |
| Фори (в 6 серии: I, II, III, IV, V, VI)                         | Георги Марков         |
| Тинчето (в 5 серии: I, II, III, IV, VI)                         | Ирена Минкова         |
| братчето на Васко (в 5 серии: I, II, III, IV, VI)               | Костадин Стоименов    |
|                                                                 | Възрастни             |
| Капитанът на кораба Георги Батурев (в 4 серии: III, IV, V, VI)  | Георги Георгиев – Гец |
| Слави Фотев, бащата на Васко (в 6 серии: I, II, III, IV, V, VI) | Павел Поппандов       |
| Данка, майката на Васко (в 3 серии: I, II, III)                 | Мария Каварджикова    |
| Владо, братът на Женя (в 6 серии: I, II, III, IV, V, VI)        | Георги Мамалев        |
| Първи помощник капитан (в 4 серии: III, IV, V, VI)              | Стойчо Мазгалов       |
| „Антената“, радист на кораба (в 4 серии: III, IV, V, VI)        | Сотир Майноловски     |
| „Майката“, готвачът на кораба (в 3 серии: IV, V, VI)            | Георги Русев          |
| боцмана чичо Антон (в 5 серии: II, III, IV, V, VI)              | Стефан Илиев          |
| Доктор Чуклев, корабния лекар (в 3 серии: IV, V, VI)            | Марин Янев            |
| Атанасов, втори помощник капитан (в 4 серии: III, IV, V, VI)    | Николай Цанков        |
| Бащата на Женя (в 5 серии: I, II, III, IV, V)                   | Илия Пенев            |
| Киро Майтапа (механик) (в 4 серии: III, IV, V, VI)              | Иван Григоров         |
| Дядото на Фори (в 1 серия: I)                                   | Димитър Панов         |
| Класната Микренска (в 2 серии: II, III)                         | Албена Казакова       |
|                                                                 | В епизодите           |
| Бащата на Фори (в 1 серия: I)                                   | Ангел Ламбов          |
| (в 1 серия: I)                                                  | Благовест Миланов     |
| (в 1 серия: I)                                                  | Ивайло Миланов        |
| (в 1 серия: I)                                                  | Никола Добрев         |
| (в 1 серия: I)                                                  | Сава Паянев           |
| Рибарят бай Янаки (в 1 серия: II)                               | Никола Тодев          |
| (в 1 серия: II)                                                 | Надежда Михова        |
| (в 1 серия: II)                                                 | Кремена Стойчева      |
| (в 2 серии: II, V)                                              | Юри Савчев            |
| Милиционер (в 1 серия: IV)                                      | Светослав Пеев        |
| Пощальона Стоичко (в 1 серия: IV)                               | Иван Обретенов        |
| Пазач в свинефермата (в 1 серия: IV)                            | Антон Карастоянов     |
| (в 1 серия: IV)                                                 | Димитър Шпатов        |
| (в 1 серия: III)                                                | Цветана Некова        |
| (в 1 серия: III)                                                | Васил Бързаков        |
| (в 1 серия: III)                                                | Здравко Димитров      |
| (в 1 серия: III)                                                | Марина Бойчинова      |
| (в 1 серия: V)                                                  | Веселин Василев       |
| (в 1 серия: V)                                                  | Светла Ковачева       |
| (в 1 серия: V)                                                  | Сашо Мишев            |
| Бащата на Тинчето (в 1 серия: VI)                               | Марко Мангачев        |
| Майката на Тинчето (в 1 серия: VI)                              | Минка Сюлеймезова     |
| (в 1 серия: VI)                                                 | Атанас Цветковски     |
| Старецът в парка (не е посочен в надписите на филма)            | Петър Петров          |
| Атанасов (не е посочен в надписите на филма)                    | Пламен Сираков        |
| (не е посочен в надписите на филма)                             | Велко Кънев           |

и други

### Творчески и технически екип
| Режисьор            | Димитър Петров |
| Сценарий            | Братя Мормареви |
| Оператор            | Цанчо Цанчев |
| Художник            | Анастас Янакиев |
| Костюми             | Епсимания Банова |
| Грим                | Магдалена Караманова |
| Музика              | Симеон Пиронков |
| Звук                | Веселин Цолевски |
| Монтаж              | Дора Георгиева |
| Редактори           | Рада Колева Камен Русев |
| Главен консултант   | Капитан I ранг Димитър Свещаров |
| Втори режисьор      | Дочо Цветковски |
| Втори оператор      | Христос Арванитидис |
| Асистент-режисьори  | Екатерина Панова Румяна Рунева Катя Милева |
| Асистент-оператори  | Христо Александров Стоян Вутов |
| Асистент-монтажисти | Искра Попова Ангелина Йорданова |
| Комбинирани снимки  | Захари Аргиров Владимир Колев |
| Фотограф            | Веселин Байрамов |
| Тонтехник           | Тодор Душкин |
| Гардероб            | Димитрина Георгиева |
| Реквизит            | Богомил Величков |
| Осветление          | Дончо Цветков Иван Лалов |
| Организатори        | Красимира Мечкуевска Неди Димитрова Иван Николов Борис Начев                                                                                     |
| Заместник-директор  | Румен Комитски |
| Директор            | Борислав Лазаров |
| Soundtrack          | Музиката изпълнява: Симфоничния оркестър при БНР и БНТ Песента „Тече, всичко тече“: Асен Кисимов Детския хор при БНР и БНТ текст – Миряна Башева |
| Distributed by      | Българската национална телевизия Студия за игрални филми „БОЯНА“ Творчески колектив „ЗОРНИЦА“ /Copyright © 1986/                                 |